# Isaac Seumalo
Isaac Seumalo (Honolulu, 29 ottobre 1993) è un giocatore di football americano statunitense che milita nel ruolo di offensive guard per i Pittsburgh Steelers della National Football League (NFL).

## Carriera

### Philadelphia Eagles
Seumalo al college giocò a football con alla Oregon State University dal 2012 al 2015. Fu scelto nel corso del terzo giro (79º assoluto) nel Draft NFL 2016 dai Philadelphia Eagles. Debuttò come professionista nel nono turno contro i New York Giants. Disputò la prima gara come titolare nella settimana 13 contro i Green Bay Packers e concluse la sua stagione da rookie con 9 presenze, 4 delle quali come partente.
Il 12 febbraio 2023 Seumalo partì come titolare nel Super Bowl LVII ma gli Eagles furono sconfitti per 38-35 dai Kansas City Chiefs.

### Pittsburgh Steelers
Il 18 marzo 2023 Seumalo firmó con i Pittsburgh Steelers.

## Palmarès

### Franchigia
- Super Bowl : 1

Philadelphia Eagles: LII
- National Football Conference Championship: 2

Philadelphia Eagles: 2017, 2022